# 片井文乃
片井 文乃（かたい あやの、1977年7月9日 - ）は、日本の女性プロボウリング選手。学位は学士（経営情報学）（静岡県立大学・2001年）。900Global所属。

## 概要
日本プロボウリング協会の第43期生であり、ライセンスNo.は464である。身長156cm、体重52kg。右投げ。当初は静活株式会社に所属していた。ナショナルチームを経てプロに転向し、その後、株式会社イースタンスポーツを経て900Globalに所属している。

## 来歴

### 生い立ち
1977年、静岡県にて生まれた。両親はボウリング場で知り合ったことがきっかけで結婚しており、両親だけでなく祖父母や兄、姉もボウリングを嗜んでいたことから、幼少時からボウリングに接する機会が多かった。当初は父親やボウリング場の支配人から指導を受けていたが、静岡県ボウリング連盟の理事長の薫陶を受ける。
中学校ではソフトボール部、高等学校では茶道部に在籍しながら、並行してボウリングに取り組んだ。静岡県立静岡城北高等学校在学中は、1学年後輩にあたる森彩奈江とペアを組み、全国高等学校対抗ボウリング選手権大会にて優勝している。高等学校卒業後は、静岡県立大学経営情報学部経営情報学科に進学した。大学では、ディプロマミル研究の第一人者として知られる同大学教授の小島茂の門下に入り、ゼミで卒業研究などを行った。その間、一度はナショナルチーム入りを逃したものの国民体育大会で好成績を残し、その実績を引っ提げてナショナルチーム入りを果たした。その功績により、同大学から「はばたき賞」を授与されている。

### 静活
大学卒業後はシネプラザサントムーンなどのシネマコンプレックスなどを運営する静活に入社し、ボウリング選手としての活動を本格化させる。全日本選抜ボウリング選手権大会では第36回大会（2002年）、第42回（2008年）、第43回大会（2009年）と複数回優勝を果たしている。また、国民体育大会でも、NEW!!わかふじ国体や秋田わか杉国体にて女子個人戦で優勝している。その後、ナショナルチームのキャプテンに就任した。
BS日テレの『ボウリング革命 P★League』ではレギュラーとして出演している。ナショナルチームキャプテンとして最後の出場となった第24戦（2009年12月収録）で初優勝。同番組出演時には、キャッチフレーズとして「ナショナルチーム炎のキャプテン」、プロ入り後は「炎のチャレンジャー」と呼ばれた。
2010年度の日本プロボウリング協会のプロテストを受験するため1月31日付でナショナルチームを離脱。一次試験を免除され二次試験からの登場となり、トップの岸田有加にわずか3ピン差の2位で実技合格を果たした。テスト終了後にライセンスが交付され、プロ入りを果たした。第43期の同期には岸田のほか、小林よしみと安藤瞳らがいる。

### イースタンスポーツ
2010年6月1日付で株式会社イースタンスポーツと専属契約を結ぶ。所沢スターレーンの所属プロボウラーとなり、レッスンやチャレンジマッチが行われていた。ただし、アマチュア時代に勤務していた静活プラザボウルでも月数回のレッスンとチャレンジマッチが開催されており、所沢と静岡を行ったり来たりの多忙な毎日となっていた。
2012年5月2日ブログ上で婚約を発表した。同年6月11日結婚後に渡米する予定で有る事とイースタンスポーツとの契約を解除する予定である事を発表した。

## 戦績
プロ転向後の2010年は、片井にとって初めてのプロ生活との戦いでもあった。全国各地でのチャレンジ等をしながらの中でのトーナメントはなかなか厳しいものであったが、徐々に慣れ上位に入賞する様になった。最終的にポイントランキングは10位で終え、新人ながら第1シードを獲得した。
2011年は、片井にとって苦しい戦いの連続であった。前年の戦いの中からより強いボールを欲した片井は投球の改造に取り組んだ。ボールの縦回転を強くして破壊力を強めたのだが、投げて行くうちに変化していくレーンコンディションへの対応がなかなか上手くいかなかった。試行錯誤を繰り返し終盤のプリンスカップから、長く愛用していたメカテクターを外す様になった。最終的にはポイントランキングは14位で終え、前年に続き第1シードを獲得した。

### 大会成績

#### 2010年
- 第2回「HANDA CUP」フィランスロピー・女子トーナメント3位
- '10群馬オープンレディースボウリングトーナメント 3位
- ｢HANDA CUP｣･第42回全日本女子プロボウリング選手権大会 6位
- ウェルズホーム杯福島オープン10周年記念大会 優勝 （承認大会）
- 2010年度女子ポイントランキング 10位 (1,909pt)
- 2010年度女子賞金ランキング 12位 (\1,923,000)
- 2010年度女子アベレージランキング 8位 (212.90)

#### 2011年
- 2011宮崎プロアマオープントーナメント 10位(9位タイ)
- 2011レディースオープンボウリングトーナメントBIGBOX東大和カップ 9位
- 第6回MKチャリティカップ 6位
- 第2回JLBC軽井沢プリンスカップ 2位　(承認大会)
- ミュゼプラチナム杯福島オープン2011復興チャリティー大会 優勝　(承認大会)
- 第35回ABSジャパンオープンボウリング選手権　8位
- ｢HANDA CUP｣･第４３回全日本女子プロボウリング選手権大会　8位

- 2011年度女子ポイントランキング　14位 (1,657pt)
- 2011年度女子賞金ランキング 17位 (\1,202,000)
- 2011年度女子アベレージランキング 11位 (209.11)

#### 2012年
- ROUND1Cup Ladies 2012 優勝
- 第3回JLBC選手権 軽井沢プリンスCUP　優勝　(承認大会)
- 第3回龍馬杯 諫早オープン 2位　(承認大会)

### 公認パーフェクト
- 2010年10月3日 第2回「HANDA CUP」フィランスロピー・女子トーナメント 準決勝5ゲーム目（JPBA公認191号）

## 出演
- FNS27時間テレビ みんな なまか だっ! ウッキー!ハッピー!西遊記!（フジテレビ）
- ボウリング革命 P★League（BS日テレ）